# Thymus cappadocicus
Thymus cappadocicus — вид рослин родини глухокропивові (Lamiaceae), ендемік Туреччини.

## Поширення
Ендемік Туреччини.